# Веймарская конституция
Ве́ймарская конституция (нем. Weimarer Verfassung; официальное название Конституция Германской Империи (нем. Verfassung des Deutschen Reichs) или Веймарская имперская конституция (нем. Weimarer Reichsverfassung), сокр. WRV) — конституция Германии в 1919—1949 годах.
По месту принятия конституции Германия в свой первый демократический период с 1919 по 1933 год получила условное название Веймарской республики.

## История
В ходе революции 1848 года 27 марта 1849 года Национальное собрание, заседавшее в церкви Паульскирхе во Франкфурте-на-Майне, приняло проект конституции (которая по месту своего принятия получила название Конституция Паульскирхе), предусматривавший учреждение в Германии дуалистической конституционной монархии. В связи с этим депутация Национального собрания предложила корону германского кайзера королю Пруссии Фридриху Вильгельму IV, от которой он отказался, в результате чего данный проект конституции не вступил в силу.
16 апреля 1867 года Учредительным рейхстагом была принятая конституция Северогерманского союза (с 1871 года - Конституция Германской Империи), закрепившая федеративное государство и дуалистическую конституционную монархию со всеобщим мужским избирательным правом и мажоритарной двухтуровой избирательной системой при выборах в нижнюю законодательную палату.
После бегства императора Вильгельма II в Нидерланды 9 ноября 1918 года на прошедшем 16-21 декабря Имперском съезде рабочих и солдатских советов для принятия конституции было принято решение созвать Германское национальное собрание (Deutscher Nationalversammlung), которое должно было быть избранным на основе всеобщего избирательного права по пропорциональной системе.
Выборы в Национальное собрание состоялись 19 января 1919 года. Социал-демократическая партия Германии, став самой крупной фракцией, вместе с Партией Центра и Немецкой демократической партией образовала так называемую Веймарскую коалицию.
Первое заседание Национального собрания состоялось 6 февраля 1919 года в Веймаре в здании Национального театра. Берлин с происходившими в нём беспорядками не мог обеспечить независимость и безопасность работы парламентариев. Для такого выбора были и военные причины: в случае военной атаки, предложенный вначале город Эрфурт давал меньше возможностей для защиты.
Для разработки предварительного проекта конституции Немецкое национальное собрание избрало из своего состава конституционный комитет (Verfassungsausschuss) под председательством Конрада Хаусмана. 2 июля конституция была принята во втором чтении, 31 июля 1919 года Национальное собрание приняло конституцию в её окончательной форме (262 — за, 75 — против, отсутствовало 84 депутата), поддержанный всеми фракциями кроме Немецкой национальной народной партии (выступавшей за установление сильной президентской власти) и Независимой социал-демократической партии Германии. 11 августа 1919 года в Шварцбурге свою подпись под конституцией поставил Имперский президент Фридрих Эберт. Конституция вступила в силу с момента опубликования 14 августа 1919 года. 11 августа стал национальным праздником Веймарской республики, напоминая «о дне рождения демократии в Германии».
Веймарская конституция формально сохраняла своё действие и после установления однопартийной системы 14 июля 1933 года, однако её разделы о гражданских правах не соблюдались. После поджога Рейхстага 27 февраля 1933 года был издан указ рейхспрезидента «О защите народа и государства», фактически аннулировавший мандаты 81 депутатов рейхстага от Коммунистической партии Германии и тем самым создавший необходимое большинство в 2/3 для принятия изменений в конституцию, позволивших принять Закон «О преодолении бедственного положения народа и рейха». Действие этого закона, принятого 23 марта 1933 года, первоначально ограничивалось четырьмя годами, однако впоследствии неоднократно продлевалось.
Статьи 136, 137, 138, 139 и 141 Веймарской конституции в 1949 году были инкорпорированы в Основной закон ФРГ.

## Структура Веймарской конституции
В соответствии с традициями конституционного права Германии Веймарская конституция состояла из трёх частей. В первую очередь она разграничивала во внешних отношениях полномочия империи и входящих в её состав земель (бывших союзных государств кайзеровской империи). Далее конституция устанавливала органы государственной власти и их полномочия по отношению друг к другу. Третья часть конституционных норм регулировала отношения между государством и гражданами. В отличие от Имперской конституции Бисмарка 1871 года Веймарская конституция устанавливала во второй части обширный перечень основных конституционных прав и свобод.
- Преамбула
- Первая часть: Структура и задачи империи
  - Первый раздел: Империя и земли
  - Второй раздел: Рейхстаг
  - Третий раздел: Имперский президент и имперское правительство
  - Четвёртый раздел: Рейхсрат
  - Пятый раздел: Имперское законодательство
  - Шестой раздел: Имперское управление
  - Седьмой раздел: Правосудие
- Вторая часть: Основные права и обязанности немцев
  - Первый раздел: Личность
  - Второй раздел: Общество
  - Третий раздел: Религия и религиозные общества
  - Четвёртый раздел: Образование и школа
  - Пятый раздел: Экономика
- Переходные и заключительные положения

## Содержание
Конституция 1919 года провозгласила Германию республикой, законодательными органами были провозглашены рейхсрат, формируемый земельными правительствами, и рейхстаг, избираемый народом сроком на 4 года, главой государства — имперский президент, избираемый народом сроком на 7 лет, который определял внешнюю политику и являлся командующим армии, исполнительным органом — имперское правительство, состоящее из имперского канцлера и имперских министров, назначаемое имперским президентом и нёсшее ответственность перед рейхстагом, органом конституционного надзора — государственный суд, элементами прямой демократии становились референдум, народная инициатива, право роспуска рейхстага на основании решения на референдуме. Конституция предусматривала участие рабочих в управлении предприятиями через выборные рабочие советы, образовавшие вместе с их представительными органами и предпринимателями экономические советы (имперские и окружные).

## Порядок внесения изменений и дополнений в конституцию
Изменения и дополнения в конституцию принимались большинством в две трети голосов рейхстага (при кворуме в две трети депутатов) и две трети голосов рейхсрата, или на референдуме абсолютным большинством голосов всех избирателей.